# Disney Channel
 (транскр.  Дизни чaнел), у Србији познат као Дизни канал, је америчка претплатничка телевизијка мрежа која се налази у власништву Disney Channels Worldwide, јединице Walt Disney Television, подружнице The Walt Disney Company.
Програм Disney Channel се састоји од оригиналних телевизијских серија, биоскопских и оригиналних телевизијских филмова као и одабрам програм треће стране. Disney Channel — основан као премијум услуга — првобитно је свој програм пласирао породицама током 1980-их, а касније и млађој деци до 2000-их. Највећи део оригиналног Disney Channel програма намењен је деци узраста од 9 до 16 година, док се Disney Jr. програм прилагођава деци испод 8 година.
Српска верзија мреже користи паневропски извор који се емитује 24 сата дневно, српска верзија се такође користи и у Босни и Херцеговини, Црној Гори и Северној Македонији. Сав програм на мрежи емитује се титлован на српски.

## Историјат
Године 1997, Џим Џимиро, руководилац Волт Дизни продакшнс, изнео је идеју о мрежи кабловске телевизије која би садржавала телевизијске и филмске садржаје из студија. Председник Дизнија, Кард Вокер, одбио је идеју, наводећи да је приоритет компаније развој Епкот центра у Волт Дизни ворлду. Идеја је оживљена у новембру 1981. године, када је Дизни ступио у партнерство са Group W Satellite Communications. У септембру 1981. године, Group W укинуо је свој интерес за намеравани заједнички подухват, због неслагања око креативне контроле канала и финансијских обавеза које би Group W преузела 50% од почетних трошкова услуге. Волт Дизни продакшнс наставио је са развојем канала са помоћи каналовог оснивачког председника Алана Вегнера и формално су најавили почетак емитовања породично оријентисаног кабловског канала почетком 1983. године.
Дизни канал покренут је на националном нивоу као премијум канал 18. априла 1983. године у 7 сати по источном времену. Канал — који је у почетку одржавао програмски распоред од 16 сати дневно од 7 до 23 сата по источном и пацифичком времену — постало би доступно на кабловским провајдерима у свих 50 америчких држава до септембра 1983. године и до децембра те године прикупило више од 611.000 претплатника. У октобру 1983. године, канал је емитовао свој први филм направљен за њега, Град тигра, због ког је канал зарадио CableACE Award. Канал је достигао профитабилност до јануара 1985. године, а програм је до тада достигао 1,75 милиона претплатника.
У септембру 1990. године, TCI Монтгомери, Алабама, постао је први кабловски провајдер који је преносио канал као основну кабловску услугу. Између 1991. и 1996. године, све већи број кабловских провајдера почео је да пребацује Дизни канал са премијум понуде на основне нивое, било експериментално или на пуно радно време; међутим, руководиоци Волт Дизни кампани одбили су било какве планове да претворе канал у основну услугу која подржава рекламе, наводећи да су премије на основне услуге код неких провајдера део петогодишње „хибридне” стратегије која је омогућила провајдерима да понуде на било који начин.
Дана 6. априла 1997. године, канал — који је званично преименован у „Дизни канал” и до септембра 2002. године, алтернативно означен као „Дизни” у промоцијама на мрежи и идентификацији мреже — прошао је значајан рибрендинг и увео нови лого који је дизајниран као облик Микејебог уха који је дизајнирао Lee Hunt Associates. Канал је задржао програмски формат сличан ономе који је носио као врхунску премијум услугу; међутим, циљна публика Дизни канала почела је да се више креће ка фокусу на децу, док је наставила да снабдева породичну публику ноћу. Дизни канал је такође почео са прекидима у емисијама да промовише своје програме и Дизни филм и кучна видео издања, смањио број старијих филмова који су емитовани по свом распореду и почео да снабдева свој музички програм више према актима који су популарни са тинејџерима (укључивање музичких спотова и преусмеравање својих концертних акција на млађе и надолазеће музичаре популарне са том демографијом). Дана 23. августа 1997. године, канал је поново покренуо свој шкриљац за филмове направљене за телевизију — Дизни канал оригинални филмови — са филмом Поларна светлост, замењујући претходни Дизни канал премијерни филмови бенер. Дизни канал је такође почео да повећава свој оригинални програмски развој, лансирајући 1997. године дебитовање ситкома Флеш Форворд.
Канал би на крају поделио програм на три различита блока: Плејхаус Дизни (који је дебитовао у мају 1997. године, фокусирајући се на серије намењене предшколцима), Волт Дизни (који је почео као ноћни блок у септембру 1997. године пре него што се проширио на седам ноћи недеља крајем 1998. године, са старијим Дизнијевим програмима, старијим специјалитетима за телевизију и неким старијим играним филмовима) и Зуг Дизни (викенд поподне и вечерња серија коју су организовали антропоморфни роботи/ванземаљски хибридни ликови названи „Зугови” који је уведен у августу 1998. године, компромитирајући оригиналне и стечене серије намењене претинејџерима и тинејџерима). Марка Зуг Дизнија касније ће се проширити како би обухватила већину дневног и вечерњег распореда канала у оквиру бенера „Зуг викендз” у јуну 2000. године.
Године 1999, Дизни канал је почео са обавезом да телевизијски провајдери који настављају да га нуде као врхунску услугу пребацују канал на њихове основне канале, иначе ће одбити да обнови споразуме о превозу са провајдерима (као што су Тајм Ворнер кејбл и Комкест, последњи велики ТВ провајдери који ће преносити канал као платну услугу) који су одлучили да га и даље нуде као додатак њиховој услузи. У јесен 2002, Дизни канал је укинуо Зуг викендз и Волт Дизни блокове — постепено укидање „Зуг” бренда у етеру и замена последњег блока са низом истовремених понављања оригиналног и стеченог програма канала — и је смањила своју ноћну премијеру филмских филмова из просека од две до три карактеристике дневно. Његов оригинални програмски распоред је такође постао јако ослоњен на игране ситкоме и анимиране серије, избегавајући ријалити серије и сценаристичке драме.
Првобитни програмски напори канала 2000. године довели су и до маркетиншког напора да се прелазе звезде из своје серије у музику кроз бендове са музичком етикетом Hollywood Records, почевши од Хилари Даф, која је постала први тинејџерски идол канала током 2001—04 са ситкомом Лизи Мекгвајер. Успех оригиналног телевизијског филма Гепард девојке из 2003. године довео је до стварања других оригиналних музичких програма, укључујући и оригинални филм из 2006. године Средњошколски мјузикл и ситком Хана Монтана (која је покренула каријеру своје звезде Мајли Сајрус). Премијера филма Средњошколски мјузикл 2 која је била 17. августа 2007. године, постала је најнеизложенији не-спортски програм у историји основног слоја телевизије и премијерно снимљена филмска издања за кабловску музику (као и највиши рејтинг) телевизијски програм — или бесплатан или претплатнички - од лета 2007) са 17,2 милиона гледалаца. Године 2012, Дизни канал је окончао Никелодион као најтраженији кабловски канал у Сједињеним Америчким Државама који је трајао 17 година раније, стављајући своју прву победу у укупној дневној гледаности међу свим кабловским мрежама мерено Нилсен холдингс.

## Програм
Дизни канал је имао многе познате серије током историје. Орва емитована серија била је Добро јутро, Мики!, која се емитовала од 1983. до 1992. године. Прва серија емитована под бенером „Оригинална серија Дизни канала” је Флеш Форворд, која се емитовала од 1995. до 1999. године. Прва хит серија канала била је Потпуно нови Мики Маусов клуб, која се емитовала од 1989. до 1996. године. Друга хит серија била је Породица Стивенс, која се емитовала од 2000. до 2003. године.

### Филмска библоитека
Средњошколски мјузикл 2 је тренутно најпознатији Оригинални филм Дизни канала у смислу популарности и признања, који је поставио рекорд за најгледанији програм канала у основном пакету, премијеру у августу 2007. године гледало је 17,2 гледалаца. Филм Гепард девојке је такође био изузетно успешни у погледу робе и продаје за концертну турнеју и звучне записе. Први филм 2003. био је први мјузикл за телевизијски филм у историји Дизни канала и имао је светску публику од преко 84 милиона гледалаца. Други филм је био најуспјешнији у серији, доносећи 8,1 милиона гледалаца у САД. Концертна турнеја у трајању од 86 дана са групом била је рангирана као једна од 10 најбољих концертних турнеја 2006. године; турнеја је оборила рекорд у Хјустон Родеу који је поставио Елвис Присли 1973. године, распродавајући са 73.500 продатих улазница за три минута.
Као додатак оригиналним филмовима, Дизни канал има права за емитовање дугометражних биоскопских филмова, са неким правима за филм које дели са својим каналом Фриформ. Заједно са филмовима чији је издавач Walt Disney Studios Motion Pictures (које углавном чине филмови чији су издавачи Walt Disney Pictures, Walt Disney Animation Studios и Pixar), ланал такође има права за емитовање филмова друих студија.